# Hidaarderzijl
Hidaarderzijl (Fries: Hidaardersyl of Hidaerder Syl) is een buurtschap in de gemeente Súdwest-Fryslân, in de Nederlandse provincie Friesland. Hidaarderzijl ligt net onder Hidaard, tussen Bolsward en Oosterend aan de Tjebbingadyk bij de Hidaardervaart. De buurtschap is ontstaan bij de sluis (zijl) in deze vaart, midden in de Slachtedijk. Deze sluis werd in de 18e eeuw aangehaald als Hidaarder Zyl.  
Voor de gemeentelijke herindeling in 1984 lag de buurtschap in de toenmalige gemeente Hennaarderadeel en daarna tot 2018 behoorde het tot de toenmalige gemeente Littenseradeel. 
Steden: Bolsward · Hindeloopen · IJlst · Sneek · Stavoren · Workum

Dorpen en gehuchten: Abbega · Allingawier · Arum · Blauwhuis · Bozum · Breezanddijk · Britswerd · Burgwerd · Cornwerd · Dedgum · Deersum · Edens · Exmorra · Ferwoude · Folsgare · Gaast · Gaastmeer · Gauw · Goënga · Greonterp · Hartwerd · Heeg · Hemelum · Hennaard · Hichtum · Hidaard · Hieslum · Hommerts · Idsegahuizum · IJsbrechtum · Indijk · It Heidenskip · Itens · Jutrijp · Kimswerd · Kornwerderzand · Koudum · Kubaard · Loënga · Lollum · Longerhouw · Lutkewierum · Makkum · Molkwerum · Nijhuizum · Nijland · Offingawier · Oosterend · Oosterwierum · Oosthem · Oppenhuizen · Oudega · Parrega · Piaam · Pingjum · Poppingawier · Rauwerd · Rien · Roodhuis · Sandfirden · Scharl · Scharnegoutum · Schettens · Schraard · Sijbrandaburen · Terzool · Tirns · Tjalhuizum · Tjerkwerd · Uitwellingerga · Waaxens · Warns · Westhem · Wieuwerd · Witmarsum · Wolsum · Wommels · Wons · Woudsend · Zurich

Buurtschappen: Abbegaasterketting · Anneburen · Arkum · Atzeburen · Baarderburen · Baburen · Bernsterburen · De Bieren · De Blokken · De Hel · De Grits · De Kat · De Klieuw · De Polle · De Wieren · Dijksterburen · Doniaburen · Draaisterhuizen · Driehuizen · Eemswoude · Engwerd · Engwier · Exmorrazijl · Feyteburen · Flansum · Galamadammen · Gooium · Grauwe Kat · Grote Wiske · Grotewierum · Harkezijl · Hayum · Hemert · Hidaarderzijl · Hoekens · Hornsterburen · Idzega · Idserdaburen · Indijk (Bozum) · Jet · Jonkershuizen · Jousterp · Jouswerd · Kampen · Kleine Gaastmeer · Kleine Wiske · Kleiterp · Kooihuizen · Koufurderrige  · Kromwal · Koudehuizum · Laaxum · Laad en Zaad · Lippenwoude · Lytshuizen · Makkum (Bozum) · Meilahuizen · Montsamaburen · Nijeburen · Nijeklooster · Nijezijl · Oosthem (Witmarsum) · Osingahuizen · Piekezijl · Remswerd · Rijtseterp · Scharneburen · Schrok · Sieswerd · Sjungadijk · Smallebrugge · Sotterum · Speers  · Strand · Swaanwerd · Swarte Beien · Tsjerkebuorren · Vierhuizen · Viersprong · Vijfhuis · Vissersburen  · Het Vliet· Westerlittens · Wolsumerketting · Wonneburen · Ypecolsga

 Voormalige buurtschappen: Aaksens · Angterp · De Band · Barsum · De Bird · Bittens · Bloemkamp · Bootland · Bovenburen · Doniawier · Goëngamieden · Hiddum · Houw · Knossens · De Nes · Ottenburen · Sandfirderrijp · Slijp · Spijk · De Weeren 

Friesland: Steden en dorpen      Nederland: Provincies · Gemeenten